# گارد (نظامی)

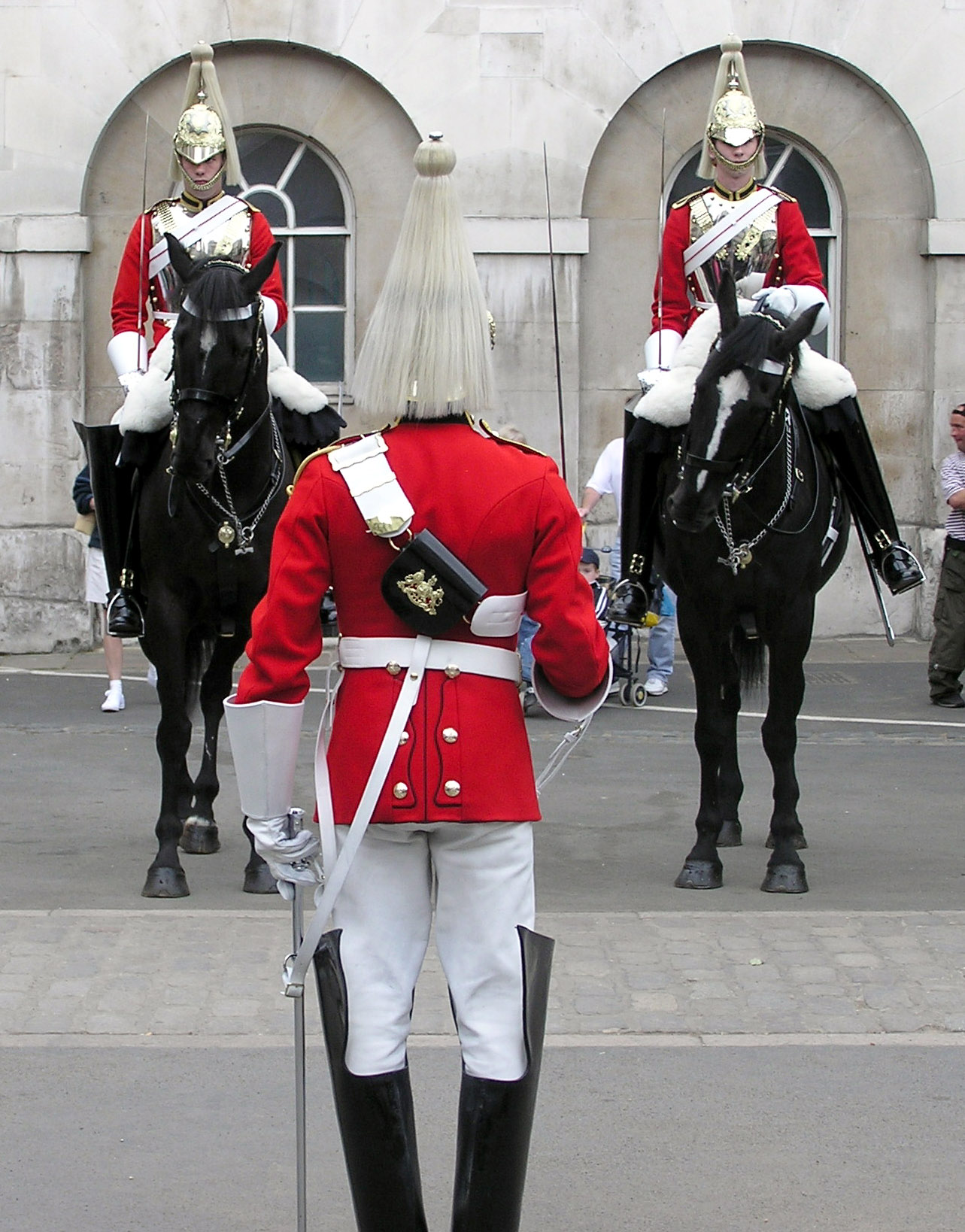
تغییر نگهبان در وایت هال لندن

گارد (به انگلیسی: Lifeguard) از قرن پانزدهم مأموران امنیتی ارتش بودند که از افراد سلطنتی و اشراف محافظت می‌کردند - معمولاً از اعضای عالی اشراف که بر ایالات امپراتوری مقدس روم) حکومت می‌کردند محافظت می‌کردند گارد را نباید با بادیگارد (محافظ شخصی) مخلوط کرد، که ممکن است به یک فرد خصوصی نیز اشاره داشته باشد.